# Geschützter Landschaftsbestandteil Feldgehölz am Steinhauf
Der Geschützte Landschaftsbestandteil Feldgehölz am Steinhauf mit 0,4 ha Flächengröße liegt im Stadtgebiet von Marsberg westlich von Giershagen im Hochsauerlandkreis. Das Gebiet wurde 2008 mit dem Landschaftsplan Marsberg durch den Kreistag des Hochsauerlandkreises als Geschützter Landschaftsbestandteil (LB) ausgewiesen. Im Norden grenzt das großflächige Landschaftsschutzgebiet Bredelarer Kammer / Fürstenberger Wald an. Der LB ist sonst umgeben vom Landschaftsschutzgebiet Freiflächen um Giershagen.

## Beschreibung
Der Landschaftsplan führt zum LB aus: „Der LB erfasst eine flachgründige, feldgehölzreiche Kuppe aus Zechsteinkalken am äußersten Westrand ihres Verbreitungsareals im Plangebiet. Der nordöstliche Teil wird von Buchen und Birken dominiert; nach Südwesten nehmen beweidete Grünlandanteile zu. Überall sind Straucharten – vornehmlich Weißdorn, Hasel und Hundsrose – verbreitet; die Krautschicht könnte bei einer extensiveren Beweidung artenreicher sein. Das Schutzobjekt bildet eine landschaftsprägende Kleinstruktur in der offenen Feldflur zwischen Hüttenberg und Rennebusch. In der Morphologie und Grünlandnutzung setzen sich ähnliche Verhältnisse nach Westen hin fort; der optisch wirksame Gehölzbewuchs ist hier aber schwächer ausgeprägt.“

## Schutzzweck
Die Ausweisung als LB erfolgte:
- Zur Erhaltung, Entwicklung oder Wiederherstellung der Leistungs- und Funktionsfähigkeit des Naturhaushaltes
- Zur Belebung, Gliederung oder Pflege des Orts- und Landschaftsbildes
- Zur Abwehr schädlicher Einwirkungen

Das LB stellt, wie die anderen LBs im Landschaftsplangebiet, einen herausragenden Lebensraum für die ökologischen Leistungsfähigkeit des Naturhaushaltes dar. Dient ferner als landschaftsgliedernde und -belebende Element. Die Ausweisung dient der Abwehr realer oder potenzieller schädlicher Einwirkungen durch Pflanzenentnahme, Relief- oder Gewässerveränderungen usw.